# 柏正男
柏 正男（かしわ まさお、1903年（明治36年）10月18日 - 1973年（昭和48年）6月4日）は、日本の政治家。衆議院議員（1期）。

## 経歴
青森県で生まれる。1936年、九州帝国大学法文学部法律科を卒業した。
日本社会党に所属して、1958年5月、第28回衆議院議員総選挙で埼玉県第一区から出馬して当選し、衆議院議員を一期務めた。
全国選挙管理委員会委員、中央選挙管理会委員、東京家庭裁判所調停委員、アジア民族親善協会常任理事、日本ベトナム友好協会常任理事、日本中国国交回復国民会議理事、自由人権協会監事などを務めた。
1973年6月4日死去、69歳。死没日をもって勲三等瑞宝章追贈、正五位に叙される。